# ラジオ映画
ラジオ映画株式会社（ラジオえいが-、1947年 - 1953年）は、かつて東京に存在した映画会社である。第二次世界大戦後に、目黒に開いた貸し映画スタジオから始まり、自社でも作品を製作した。

## 略歴・概要
1947年（昭和22年）、戦前、松竹蒲田撮影所ニュース部から新興キネマ東京撮影所（現在の東映東京撮影所）でプロデューサーや監督をつとめていた今村貞雄が代表となり、おなじく新興東京で監督としてデビューした関孝司（関孝二）とともに、目黒区芳窪町11（柿ノ木坂町とも、現在の東が丘1丁目あたり）に設立したのが同社であり、「ラジオ映画撮影所」はレンタルスタジオとしてこのときスタートした。松竹蒲田時代の小津安二郎作品の撮影技師である茂原英雄を監査役に迎えた。そのほか、専務取締役に山梨稔、取締役に関孝司、経理部長に中村三千雄、製作部長に三枝源次郎、技術部長に今村秀夫、録音部長に落合精一郎、技師長に中野倫治、同係長には田中安治がいた。
1949年（昭和24年）、日活多摩川撮影所の監督で、戦後、大映東京撮影所（いずれも現在の角川大映撮影所）でプロデューサーをつとめていた伊賀山正徳を製作部長に迎え、自社製作を開始する。戦前、京都の大衆文芸映画社の『佳人よ何処へ』（1932年）に主演した歌人・原阿佐緒の子息で、松竹大船撮影所出身の俳優・原保美の実兄の原千秋も監督として参加した。
1953年（昭和28年）ごろには同社は活動を停止した。今村は同年1月、株式会社南方映画社をテレビ映画株式会社と商号変更、ラジオ映画を吸収合併した。その後、大映の「生物映画研究所」に所属、ドキュメンタリーの仕事を進めた。関は「日本放送映画」を設立、『小さな怪物の世界』（日本テレビ）、『ニッポン・イソップ物語』などのテレビ映画を監督したのちに、1960年代以降はピンク映画に転向していく。『仔熊物語・野性のめざめ』を原とともに監督した小倉泰美も関と同時期に、北見一郎名義でピンク映画に転向、ともに1980年代の老境に至るまで活躍した。
同社の撮影所はその後、テレビ映画株式会社のスタジオとして稼動した。後には「教配スタジオ」と呼ばれ、1980年代にいたるまでレンタル等に使用されたのち、目黒区立老人ホーム東が丘や住宅地となった。
2012年（平成24年）5月現在、同社が製作した映画作品で現存が確認されているのは東京国立近代美術館フィルムセンターが発掘・復元を行った『海魔陸を行く』のみである。

## フィルモグラフィ
1949年
- 『美しき本能』 : 監督今村貞雄、配給松竹、1949年8月15日公開

1950年
- 『海魔陸を行く』 : 監督伊賀山正徳、解説徳川夢声、配給東京映画配給、1950年1月17日公開 - 現存[1]
- 『人喰い熊』 : 監督枝川弘、撮影今村秀夫、配給東京映画配給、1950年4月9日公開
- 『仔熊物語・野性のめざめ』 : 監督原千秋・小倉泰美、原作長谷川伸、脚本今村貞雄、撮影今村秀夫、解説徳川夢声、配給大映、1950年7月29日公開

1951年
- 『仔熊物語』 : 監督原千秋、脚本今村貞雄、解説徳川夢声、配給大映、1951年3月10日公開
- 『花嫁蚤と戯むる』 : 監督原千秋、脚本岡田豊、出演大空千尋・森繁久彌、配給東京映画配給、1951年9月21日公開
- 『裸女海底に死す』 : 監督今村貞雄、脚本陶山密、撮影今村秀夫、主演岸旗江、配給東映、1951年9月21日公開

1952年
- 『思春期の女生徒たち』 : 監督木村萬平、出演京都市立深草中学校の生徒/PTA、1952年8月15日完成

## 註
1. 1 2 3 4 5  東京国立近代美術館フィルムセンター公式サイト内の「発掘された映画たち2005」の『海魔陸を行く』についての記述を参照。
2. 1 2  『キネマ旬報年鑑』、黒甕社、1954年、p.103.
3. 1 2  『日本映画監督全集』（キネマ旬報社、1976年）の「関孝二」の項（p.227-228）の記述を参照。同項執筆は川島のぶ子。
4. ↑  『日本映画監督全集』（キネマ旬報社、1976年）の「伊賀山正光」の項（p.23-24）の記述を参照。同項執筆は木村威夫。